# Ataullah Guerra
Ataullah Guerra est un footballeur international trinidadien né le 14 novembre 1987 à Laventille. Il joue au poste de milieu de terrain.

## Biographie

### En club
Le 19 mars 2016, Guerra et son compatriote Neveal Hackshaw s'engagent avec le Battery de Charleston en USL.

### En équipe nationale
Il reçoit sa première sélection en équipe de Trinité-et-Tobago le 27 avril 2008, en amical contre Grenade (victoire 2-0).
Il inscrit son premier but en sélection le 18 novembre 2012, lors d'un match contre Cuba rentrant dans le cadre de la Coupe caribéenne des nations (victoire 1-0).
Il participe avec l'équipe de Trinité-et-Tobago à la Gold Cup 2015 organisée aux États-Unis et au Canada. Trinité-et-Tobago atteint les quarts de finale de la compétition, en étant battue par le Panama aux tirs au but.

## Palmarès
- Finaliste de la Coupe caribéenne des nations en 2012 et 2014 avec l'équipe de Trinité-et-Tobago
- Vainqueur de la Coupe de Finlande en 2013 avec RoPS
- Vainqueur du CFU Club Championship en 2015 avec le Central FC
- Vainqueur de la Coupe FCB de Trinité-et-Tobago en 2014 avec le Central FC
- Vainqueur de la Coupe Goal Shield de Trinité-et-Tobago en 2014 avec le Central FC